# Primera Liga de Bulgaria 2016-17
La Primera Liga de Bulgaria 2016-17 fue la 93.ª edición de la Primera Liga de Fútbol Profesional la máxima categoría del fútbol profesional en Bulgaria. La temporada comenzó el 29 de julio de 2016 y finalizó el 4 de julio de 2017. El Ludogorest Razsgrad consiguió su sexto campeonato consecutivo.

## Ascensos y descensos
Litex Lovech fue expulsado a mitad de la temporada pasada y perdió la categoría después de 19 años consecutivos en la A PFG. Dunav Ruse regreso luego de 25 años de ausencia, Lokomotiv Gorna regresa luego de 21 años de ausencia, Neftochimic Burgas y Vereya hicieron su debut en la categoría, mientras que CSKA Sofia regresa luego de 1 año de ausencia
| Pos. | Descendido de A PFG 2015-16 |
| ---- | --------------------------- |
| 10.º | Litex                       |

| Pos. | Ascendidos de B PFG 2015-16 |
| ---- | --------------------------- |
| 1.º  | Dunav Ruse                  |
| 3.°  | Lokomotiv Gorna             |
| 8.°  | Vereya                      |
| 12.° | Neftochimic Burgas          |
| Pos. | Ascendido de V PFG 2015-16  |
| 1.°  | CSKA Sofia (Suroeste)       |

## Formato
Los catorce equipos participantes jugaron entre sí todos contra todos dos veces totalizando veintiséis partidos cada uno, al término de la fecha veintiséis los seis primeros pasaron a jugar en el grupo campeonato mientras que los 8 últimos jugaron en el grupo descenso.
En el grupo campeonato los seis equipos jugaron todos contra todos dos veces sumando 10 partidos más; al término de la fecha treinta y seis el primer clasificado obtuvo un cupo para la segunda ronda de la Liga de Campeones 2017-18, mientras que el segundo clasificado obtuvo un cupo para la primera ronda de la Liga Europea 2017-18; por otro lado el tercer clasificado jugó un play-off para determinar su participación en la Liga Europea 2017-18.
En el grupo descenso los ocho equipos participantes se dividieron en dos grupos de cuatro cada uno, dentro de cada grupo se jugó todos contra todos sumando seis partidos más; al final de la fecha treinta y dos los dos últimos clasificados de cada grupo pasaron a jugar los play-offs de relegación mientras que los dos primeros de cada grupo jugaron los play-offs para la Liga Europea 2017-18.
Un tercer cupo para la primera ronda de la Liga Europea 2017-18 es asignado al campeón de la Copa de Bulgaria.

## Equipos participantes
| Club               | Ciudad       | Estadio                  | Capacidad |
| ------------------ | ------------ | ------------------------ | --------- |
| Beroe              | Stara Zagora | Estadio Beroe            | 22.400    |
| Botev Plovdiv      | Plovdiv      | Estadio Hristo Botev     | 21.000    |
| Cherno More        | Varna        | Estadio Ticha            | 12.500    |
| CSKA Sofia         | Sofia        | Estadio Balgarska Armiya | 22.500    |
| Dunav Ruse         | Ruse         | Gradski Stadium          | 13.000    |
| Levski Sofia       | Sofia        | Estadio Georgi Asparuhov | 29.000    |
| Lokomotiv Gorna    | Gorna        | Lokomotiv Stadium        | 16.000    |
| Lokomotiv Plovdiv  | Plovdiv      | Estadio Lokomotiv        | 12.000    |
| Ludogorets Razgrad | Razgrad      | Ludogorets Arena         | 8.000     |
| Montana            | Montana      | Estadio Ogosta           | 7.000     |
| Neftochimic Burgas | Burgas       | Estadio Lazur            | 18.037    |
| Pirin Blagoevgrad  | Blagoevgrad  | Estadio Hristo Botev     | 11.000    |
| Slavia Sofia       | Sofia        | Estadio Ovcha Kupel      | 18.000    |
| Vereya             | Stara Zagora | Trace Arena              | 3.500     |

## Temporada regular

### Tabla de posiciones
| Pos. | Equipo             | Pts. | PJ | G  | E | P  | GF | GC | Dif. | Clasificación    |
| ---- | ------------------ | ---- | -- | -- | - | -- | -- | -- | ---- | ---------------- |
| 1    | Ludogorets Razgrad | 67   | 26 | 21 | 4 | 1  | 69 | 19 | +50  | Grupo campeonato |
| 2    | Levski Sofia       | 51   | 26 | 15 | 6 | 5  | 38 | 17 | +21  | Grupo campeonato |
| 3    | CSKA Sofia         | 46   | 26 | 13 | 7 | 6  | 35 | 16 | +19  | Grupo campeonato |
| 4    | Cherno More        | 43   | 26 | 12 | 7 | 7  | 30 | 24 | +6   | Grupo campeonato |
| 5    | Lokomotiv Plovdiv  | 39   | 26 | 10 | 9 | 7  | 35 | 30 | +5   | Grupo campeonato |
| 6    | Dunav Ruse         | 38   | 26 | 10 | 8 | 8  | 32 | 31 | +1   | Grupo campeonato |
| 7    | Botev Plovdiv      | 35   | 26 | 10 | 5 | 11 | 36 | 42 | −6   | Grupo descenso   |
| 8    | Beroe              | 35   | 26 | 10 | 5 | 11 | 27 | 28 | −1   | Grupo descenso   |
| 9    | Pirin Blagoevgrad  | 34   | 26 | 10 | 4 | 12 | 30 | 36 | −6   | Grupo descenso   |
| 10   | Vereya             | 30   | 26 | 8  | 6 | 12 | 22 | 36 | −14  | Grupo descenso   |
| 11   | Slavia Sofia       | 28   | 26 | 8  | 4 | 14 | 30 | 45 | −15  | Grupo descenso   |
| 12   | Neftochimic Burgas | 26   | 26 | 7  | 5 | 14 | 27 | 37 | −10  | Grupo descenso   |
| 13   | Lokomotiv Gorna    | 22   | 26 | 5  | 7 | 14 | 22 | 39 | −17  | Grupo descenso   |
| 14   | Montana            | 12   | 26 | 3  | 3 | 20 | 16 | 49 | −33  | Grupo descenso   |

Actualizado a los partidos jugados el 2 de abril de 2017.
 Fuente: Soccerway
Criterios de clasificación: 1) Puntos; 2) Enfrentamientos directos; 3) Diferencia de goles en enfrentamientos directos; 4) Goles de visita en los enfrentamientos directos (solo 2 clubes);
 5) Diferencia de goles; 6) Goles; 7) Juego limpio.
Notas:
1. 1 2  Botev Plovdiv supera a Beroe en los enfrentamientos directos: Beroe 3–4 Botev, Botev 2–0 Beroe

### Resultados
| Local \ Visitante  | BER | BOT | CMO | CSK | DUN | LEV | LGO | LPL | LUD | MON | NEF | PIR | SLA | VER |
| ------------------ | --- | --- | --- | --- | --- | --- | --- | --- | --- | --- | --- | --- | --- | --- |
| Beroe              | —   | 3–4 | 0–1 | 0–1 | 0–0 | 1–0 | 1–1 | 3–2 | 0–2 | 2–1 | 2–0 | 1–0 | 1–1 | 1–0 |
| Botev Plovdiv      | 2–0 | —   | 2–3 | 0–0 | 0–2 | 1–1 | 4–0 | 1–1 | 1–3 | 2–0 | 2–1 | 3–2 | 3–2 | 2–1 |
| Cherno More        | 1–0 | 1–1 | —   | 0–2 | 1–0 | 1–0 | 1–1 | 2–0 | 1–3 | 1–0 | 3–1 | 0–0 | 0–0 | 2–1 |
| CSKA Sofia         | 4–0 | 0–0 | 1–0 | —   | 3–0 | 1–1 | 2–0 | 0–1 | 0–2 | 2–1 | 5–1 | 2–0 | 2–0 | 1–1 |
| Dunav Ruse         | 0–4 | 1–2 | 3–0 | 2–0 | —   | 2–2 | 1–0 | 1–1 | 3–5 | 1–1 | 3–0 | 1–0 | 1–1 | 0–0 |
| Levski Sofia       | 2–0 | 2–0 | 1–0 | 2–1 | 2–0 | —   | 1–1 | 1–2 | 1–0 | 0–0 | 1–0 | 2–0 | 1–0 | 4–0 |
| Lokomotiv Gorna    | 0–1 | 0–1 | 2–2 | 0–0 | 0–2 | 0–1 | —   | 2–1 | 0–5 | 0–1 | 0–0 | 1–0 | 1–0 | 5–0 |
| Lokomotiv Plovdiv  | 1–1 | 2–0 | 1–0 | 1–1 | 0–0 | 2–2 | 2–1 | —   | 2–2 | 2–0 | 0–0 | 2–3 | 1–1 | 3–1 |
| Ludogorets Razgrad | 1–0 | 4–1 | 1–1 | 2–1 | 2–2 | 2–1 | 4–0 | 1–0 | —   | 2–0 | 3–1 | 3–0 | 3–1 | 4–0 |
| Montana            | 0–3 | 3–1 | 0–2 | 0–2 | 1–2 | 1–3 | 2–4 | 0–3 | 0–4 | —   | 2–0 | 1–2 | 1–2 | 1–1 |
| Neftochimic Burgas | 1–0 | 4–0 | 1–3 | 0–2 | 1–2 | 1–2 | 1–1 | 1–2 | 1–1 | 2–0 | —   | 3–1 | 2–0 | 1–0 |
| Pirin Blagoevgrad  | 1–1 | 2–1 | 1–3 | 1–1 | 4–1 | 1–0 | 2–1 | 1–0 | 1–3 | 1–0 | 1–0 | —   | 4–0 | 1–1 |
| Slavia Sofia       | 1–2 | 3–2 | 2–1 | 0–1 | 0–2 | 0–4 | 3–1 | 5–2 | 0–2 | 2–0 | 0–3 | 3–1 | —   | 3–1 |
| Vereya             | 1–0 | 1–0 | 0–0 | 1–0 | 1–0 | 0–1 | 1–0 | 0–1 | 1–5 | 3–0 | 1–1 | 2–0 | 3–0 | —   |

## Grupo campeonato

### Tabla de posiciones
| Pos. | Equipo                 | Pts. | PJ | G  | E  | P  | GF | GC | Dif. | Clasificación 2017-18                 |
| ---- | ---------------------- | ---- | -- | -- | -- | -- | -- | -- | ---- | ------------------------------------- |
| 1    | Ludogorets Razgrad (C) | 83   | 36 | 25 | 8  | 3  | 87 | 28 | +59  | Segunda ronda de la Liga de Campeones |
| 2    | CSKA Sofia             | 67   | 36 | 19 | 10 | 7  | 51 | 21 | +30  |                                       |
| 3    | Levski Sofia (O)       | 63   | 36 | 18 | 9  | 9  | 50 | 31 | +19  | Play-offs para la Liga Europa         |
| 4    | Dunav Ruse             | 55   | 36 | 15 | 10 | 11 | 46 | 44 | +2   | Primera ronda de la Liga Europa       |
| 5    | Lokomotiv Plovdiv      | 52   | 36 | 14 | 10 | 12 | 50 | 52 | −2   |                                       |
| 6    | Cherno More            | 47   | 36 | 13 | 8  | 15 | 39 | 45 | −6   |                                       |

Actualizado a los partidos jugados el 31 de mayo de 2017.
 Fuente: Soccerway
Criterios de clasificación: 1) Puntos; 2) Enfrentamientos directos; 3) Diferencia de goles en enfrentamientos directos; 4) Goles de visita en los enfrentamientos directos (solo 2 clubes);
 5) Diferencia de goles; 6) Goles; 7) Juego limpio.
Notas:
1. ↑  El 27 de mayo de 2017, una carta de la UEFA a la BFU declaro que el CSKA Sofia no tenia permitido participar en los torneos de la UEFA por un período de dos años, ya que la UEFA ha considerado que los cambios estructurales en el Club, que datan de junio de 2016, van en contra del artículo 12 (la regla de los tres años).[2][3] Como esta decisión fue apelada por el CSKA Sofia, la BFU le otorgo una licencia.[4][5][6] Unas horas antes de el sorteo de la Liga Europa, la UEFA remplazo al CSKA por el Dunav Ruse, equipo que estaba en cuarto lugar.[7]

### Resultados
| Local \ Visitante  | CMO | CSK | DUN | LEV | LPL | LUD |
| ------------------ | --- | --- | --- | --- | --- | --- |
| Cherno More        | —   | 0–1 | 1–2 | 0–1 | 3–2 | 1–3 |
| CSKA Sofia         | 3–1 | —   | 2–0 | 3–0 | 0–0 | 1–1 |
| Dunav Ruse         | 1–0 | 1–0 | —   | 1–1 | 2–3 | 2–2 |
| Levski Sofia       | 2–2 | 0–3 | 1–1 | —   | 5–0 | 1–3 |
| Lokomotiv Plovdiv  | 2–1 | 1–2 | 3–4 | 2–1 | —   | 0–3 |
| Ludogorets Razgrad | 4–0 | 1–1 | 0–1 | 0–0 | 1–2 | —   |

## Grupo descenso

### Grupo A
| Pos. | Equipo           | Pts. | PJ | G  | E | P  | GF | GC | Dif. | Clasificación o descenso         |
| ---- | ---------------- | ---- | -- | -- | - | -- | -- | -- | ---- | -------------------------------- |
| 1    | Vereya           | 45   | 32 | 13 | 6 | 13 | 31 | 40 | −9   | Play-offs para la Liga Europa    |
| 2    | Botev Plovdiv    | 44   | 32 | 13 | 5 | 14 | 51 | 50 | +1   | Primera ronda de la Liga Europa  |
| 3    | Slavia Sofia (O) | 37   | 32 | 11 | 4 | 17 | 37 | 55 | −18  | Clasifica a playoffs de descenso |
| 4    | Montana          | 15   | 32 | 4  | 3 | 25 | 24 | 66 | −42  | Clasifica a playoffs de descenso |

Actualizado a los partidos jugados el 10 de mayo de 2017.
 Fuente: Soccerway
Criterios de clasificación: 1) Puntos; 2) Enfrentamientos directos; 3) Diferencia de goles en enfrentamientos directos; 4) Goles de visita en los enfrentamientos directos (solo 2 clubes);
 5) Diferencia de goles; 6) Goles; 7) Juego limpio.
Notas:
1. ↑  Tras ganar la Copa de Bulgaria 2016-17, el Botev Plovdiv obtuvo un cupo para la Primera ronde la Liga Europa 2017-18.

#### Resultados
| Local \ Visitante | BOT | MON | SLA | VER |
| ----------------- | --- | --- | --- | --- |
| Botev Plovdiv     | —   | 7–1 | 3–1 | 0–1 |
| Montana           | 2–1 | —   | 3–4 | 2–3 |
| Slavia Sofia      | 0–3 | 1–0 | —   | 0–1 |
| Vereya            | 3–1 | 1–0 | 0–1 | —   |

### Grupo B
| Pos. | Equipo             | Pts. | PJ | G  | E | P  | GF | GC | Dif. | Clasificación o descenso         |
| ---- | ------------------ | ---- | -- | -- | - | -- | -- | -- | ---- | -------------------------------- |
| 1    | Beroe              | 44   | 32 | 12 | 8 | 12 | 35 | 33 | +2   | Play-offs para la Liga Europa    |
| 2    | Pirin Blagoevgrad  | 43   | 32 | 12 | 7 | 13 | 41 | 44 | −3   | Play-offs para la Liga Europa    |
| 3    | Neftochimic Burgas | 31   | 32 | 8  | 7 | 17 | 33 | 47 | −14  | Clasifica a playoffs de descenso |
| 4    | Lokomotiv Gorna    | 30   | 32 | 7  | 9 | 16 | 32 | 51 | −19  | Clasifica a playoffs de descenso |

Actualizado a los partidos jugados el 11 de mayo de 2017.
 Fuente: Soccerway
Criterios de clasificación: 1) Puntos; 2) Enfrentamientos directos; 3) Diferencia de goles en enfrentamientos directos; 4) Goles de visita en los enfrentamientos directos (solo 2 clubes);
 5) Diferencia de goles; 6) Goles; 7) Juego limpio.

#### Resultados
| Local \ Visitante  | BER | LGO | NEF | PIR |
| ------------------ | --- | --- | --- | --- |
| Beroe              | —   | 2–3 | 3–0 | 1–1 |
| Lokomotiv Gorna    | 0–1 | —   | 1–1 | 4–3 |
| Neftochimic Burgas | 0–0 | 4–1 | —   | 0–3 |
| Pirin Blagoevgrad  | 1–1 | 1–1 | 2–1 | —   |

## Play-offs para la Liga Europa

### Cuartos de final
| Equipo 1          | Agr. | Equipo 2 | Ida | Vuelta |
| ----------------- | ---- | -------- | --- | ------ |
| Pirin Blagoevgrad | 1–2  | Vereya   | 1–1 | 0–1    |
| Botev Plovdiv     | 4–2  | Beroe    | 3–0 | 1–2    |

#### Pirin vs. Vereya
| 16 de mayo de 2017, 17:30 | Pirin Blagoevgrad | 1:1 (0:0) | Vereya            | Hristo Botev, Blagoevgrad                                  |                                                            |
|                           | Tsvetkov 81'      | Reporte   | Bandalovski 90+3' | Asistencia: 650 espectadores Árbitro(s): Stanislav Stavrov | Asistencia: 650 espectadores Árbitro(s): Stanislav Stavrov |

| 20 de mayo de 2017, 17:30 | Vereya        | 1:0 (1:0) (Global 2:1) | Pirin Blagoevgrad | Trace Arena, Stara Zagora                                |                                                          |
|                           | Kaloyanov 44' | Reporte                |                   | Asistencia: 180 espectadores Árbitro(s): Vladimir Valkov | Asistencia: 180 espectadores Árbitro(s): Vladimir Valkov |

#### Botev Plovdiv vs. Beroe
| 15 de mayo de 2017, 15:00 | Botev Plovdiv                         | 3:0 (2:0) | Beroe | Hristo Botev,, Plovdiv                                   |                                                          |
|                           | - Kossoko 14' - Viana 45' - Vutov 81' | Reporte   |       | Asistencia: 1,700 espectadores Árbitro(s): Angel Angelov | Asistencia: 1,700 espectadores Árbitro(s): Angel Angelov |

| 19 de mayo de 2017, 20:00 | Beroe                       | 2:1 (1:0) (Global 2:4) | Botev Plovdiv | Beroe, Stara Zagora                                        |                                                            |
|                           | - Dimitrov 15' - Mapuku 75' | Reporte                | - 64' Vutov   | Asistencia: 850 espectadores Árbitro(s): Dragomir Draganov | Asistencia: 850 espectadores Árbitro(s): Dragomir Draganov |

### Semifinal
| Equipo 1 | Agr. | Equipo 2      | Ida | Vuelta |
| -------- | ---- | ------------- | --- | ------ |
| Vereya   | N/A  | Botev Plovdiv | –   | –      |

Como Botev Plovdiv se clasificó para la Primera ronda de la Liga Europa 2017-18, tras ganar la Copa de Bulgaria 2016-17, el Vereya pasa directamente a la final.

### Final
| Equipo 1     | Resultado      | Equipo 2 |
| ------------ | -------------- | -------- |
| Levski Sofia | 1–1 (9:8 pen.) | Vereya   |

#### Partido
| 4 de junio de 2017, 20:00 | Levski Sofia | 1:1 (1:0) (t. s.)(9:8 p.)  | Vereya | Georgi Asparuhov, Sofia                                     |                                                             |
|                           | Kraev 44' | Reporte                    | 90+3' Bandalovski                                                                                                  | Asistencia: 2.000 espectadores Árbitro(s): Stefan Apostolov | Asistencia: 2.000 espectadores Árbitro(s): Stefan Apostolov |
|                           | | Tiros desde el punto penal | |                                                             |                                                             |
|                           | - Procházka - Kraev - Bourabia - Aleksandrov - Borimirov - Ognyanov - Jablonský - Pirgov - Ivanov - Mitrev - Naydenov |                            | - Andonov - Domovchiyski - Tsvetanov - Eugénio - Elias - Zafirov - Kerkar - Angelov - Bandalovski - Inkoom - Kolev |                                                             |                                                             |

| Levski Sofia |

## Play-offs de relegación

### Primera ronda
| Equipo 1        | Agr. | Equipo 2           | Ida | Vuelta |
| --------------- | ---- | ------------------ | --- | ------ |
| Montana         | 2–5  | Neftochimic Burgas | 1–3 | 1–2    |
| Lokomotiv Gorna | 1–4  | Slavia Sofia       | 0–3 | 1–1    |

### Segunda ronda
| Equipo 1           | Agr. | Equipo 2        | Ida | Vuelta |
| ------------------ | ---- | --------------- | --- | ------ |
| Neftochimic Burgas | 2–6  | Slavia Sofia    | 0–1 | 2–5    |
| Montana            | 4–1  | Lokomotiv Gorna | 1–1 | 3–0    |

### Tercera ronda
|}

## Goleadores
Actualizado el 2 de abril de 2017.
| Equipo 1           | Resultado | Equipo 2          |
| ------------------ | --------- | ----------------- |
| Neftochimic Burgas | 0–1       | Vitosha Bistritsa |
| Montana            | 1–2       | Septemvri Sofia   |

| Pos. | Jugador          | Club               | Goles |
| ---- | ---------------- | ------------------ | ----- |
| 1    | Claudiu Keșerü   | Ludogorets Razgrad | 22    |
| 2    | Martin Kamburov  | Lokomotiv Plovdiv  | 17    |
| 3    | Marcelinho       | Ludogorets Razgrad | 14    |
| 4    | João Paulo       | Ludogorets Razgrad | 13    |
| 4    | Wanderson        | Ludogorets Razgrad | 13    |
| 6    | Todor Nedelev    | Botev Plovdiv      | 11    |
| 6    | Daniel Mladenov  | Pirin Blagoevgrad  | 11    |
| 6    | Junior Mapuku    | Beroe              | 11    |
| 9    | Jonathan Cafú    | Ludogorets Razgrad | 10    |
| 9    | Stanislav Kostov | Pirin Blagoevgrad  | 10    |